# Cicelj
Cicelj je greben in gorski vrh v vzhodnem predalpskem hribovju, natančneje v Posavskem hribovju. Je del predalpskega, nepopolnega krasa.
Najbolj obiskan vrh je Sv. Miklavž (742 m n. m.)

## Sestava
Karbonatne kamnine z vrsto apneniških planot. Naselja so zrasla na podoljih v terciarnih skladih.